# Ophiostoma ulmi
Ophiostoma ulmi là một loài Ascomycetes trong họ Ophiostomataceae. Loài này được Buisman Nannf miêu tả khoa học đầu tiên năm 1934.
Đây là loài gây hại của các cây trong chi Ulmus, phát triển phổ biến ở Anh.